# Ilamnemacheilus
Ilamnemacheilus is een monotypisch geslacht van straalvinnige vissen uit de familie van de bermpjes (Nemacheilidae).

## Soort
- Ilamnemacheilus longipinnis Coad & Nalbant, 2005